# 爱德华·施特劳斯

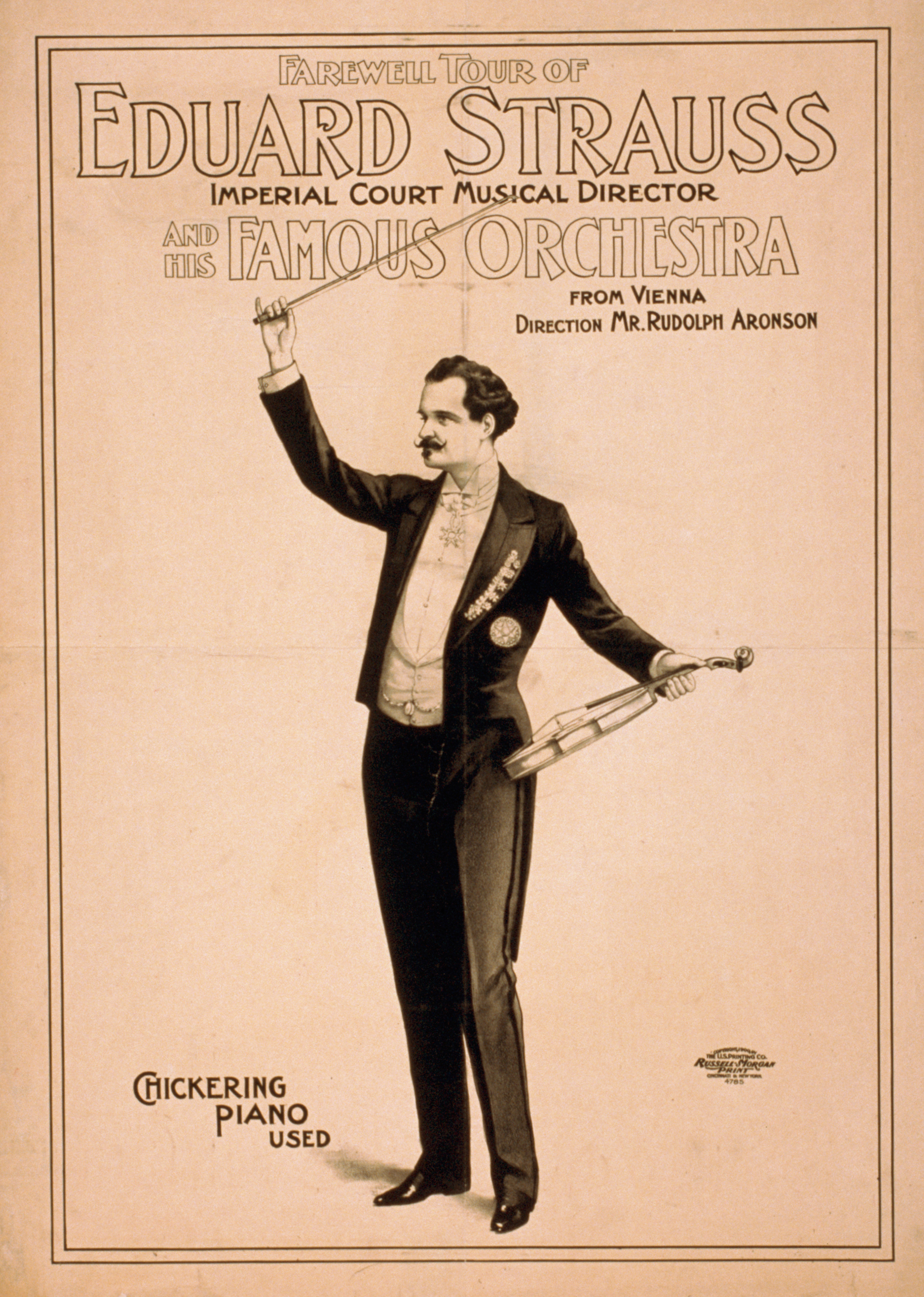
爱德华·施特劳斯

爱德华·施特劳斯（德語：Eduard Strauß；1835年3月15日—1916年12月28日），奥地利作曲家，也是老约翰·施特劳斯的幼子，家中暱稱為「艾迪」（Edi）。他和兩位哥哥小约翰·施特劳斯和约瑟夫·施特劳斯共同努力，成就了維也納的施特劳斯音樂王朝。而他整個家族支配了19世紀維也納的輕音樂時代，為歷任奧地利帝國和歐洲各國的帝皇公卿創作大量圓舞曲和波爾卡。
爱德华·施特劳斯作有三百五十首以上的作品，他的音樂風格雖獨特，但並不脫離兄長和同時期的作曲家，但他的施特勞斯家族舞曲指揮家的身分更為人所熟知，而他的作品往往給他的兄長的鋒芒所蓋過。因此，愛德華專攻創作「快速波爾卡（德語：polka-schnell）」，並全力指揮施特勞斯家族樂隊，直至1901年2月13日解散為止。
愛德華的藝術生涯不但和其兄長競爭，更面對來自外人的挑戰。其中有一位名為卡爾·麥克·齊雷爾的軍樂隊指揮和作曲家更組織樂隊名為「前爱德华·施特劳斯樂隊」，在維也納開演奏會作競爭，爱德华因此將齊雷爾告上法庭。但齊雷爾最終在愛德華兩名兄長去世後，取代了施特勞斯家族在維也納的地位，而雙方的爭鬥以施特勞斯家族樂隊告終。

## 生平
爱德华·施特劳斯於1846年進入維也納學術中學，1852年畢業。1863年1月8日，和瑪麗亞·克蓮哈特（Maria Klenkhart）結婚，育有二子，約翰·施特勞斯（三世）和約瑟夫·愛德華。其中，長子約翰三世成功令施特勞斯家族的作曲、指揮事業存延到20世紀。
而在1890年代的事業停滯，和長兄小約翰·施特勞斯的病逝，再加上發覺家人揮霍家財，令爱德华萌生退意。在1899年和1901年兩次帶家族樂團赴北美巡迴演出後，愛德華解散了家族樂團，並在維也納度過退休生活。自此至1916年病逝期間，爱德华再無參與任何音樂活動，唯一的公開活動只有在1906年發表自己整理的家族回憶錄。1907年10月，愛德華親自押送一輛滿載「廢紙」的車輛，前往維也納瑪利亞希爾夫區（今維也納第六區）的焚化廠，將這些珍貴的史特勞斯家族音樂文獻焚毀。他的用意乃是不希望這些資料遭到他人僭竊和竄改，然而這個事件造成了後人在還原和編整史特勞斯家族作品的極大困難。此後，各地的史特勞斯學會致力於蒐集相關的資料，得以使許多素材免於劫難。
愛德華·史特勞斯在1916年12月28日因心臟麻痺去世，享年81歲。

## 作品節選
- Ideal Polka-française，作品1，1863年
- 快速波爾卡舞曲《夺标》（Bahn Frei!），作品45
- 法式波爾卡In Künstlerkreisen，作品47
- 快速波爾卡Mit Dampf!作品70
- 快速波爾卡Auf und Davon!作品73
- 華爾滋Fesche Geister，作品75
- Doctrinen，作品79
- 華爾滋Interpretationen，作品97
- 快速波爾卡舞曲《永不停歇》（Ohne Aufenthalt），作品112
- 含乔治·比才的卡门的主题（Carmen-Quadrille），作品134
- 華爾滋Das Leben ist doch Schön，作品150
- 華爾滋Leuchtkäferln，作品161
- 快速波爾卡舞曲Ausser Rand und Band，作品168
- 華爾滋Krone und Schleier，作品200
- 快速波爾卡舞曲Mit Chic!作品221
- 快速波爾卡舞曲Mit Vergnügen!作品228
- 快速波爾卡舞曲Ohne Bremse，作品238
- 快速波爾卡舞曲Mit Extrapost，作品259
- Blüthenkranz Johann Strauss'scher Walzer in Chronologischer Reihenfolge von 1844 bis auf die Neuzeit，1894年

### 与家族兄弟合作的作品
- 華爾滋Trifoilen，1865年，與小约翰·施特劳斯和约瑟夫·施特劳斯合作
- 舞曲Schützen，1866年，與小约翰·施特劳斯和约瑟夫·施特劳斯合作

## 外部連結
- 爱德华·施特劳斯的免费乐谱，由国际乐谱典藏计划提供